# Sommerset (Band)
Sommerset war eine neuseeländische Punk-Band aus Auckland, die im Jahr 1995 unter dem Namen Pacecar gegründet wurde und sich 2005 auflöste.

## Geschichte
Die Band wurde Ende 1995 unter dem Namen Pacecar gegründet und bestand aus dem Bassisten Stefan Thompson, dem Gitarristen und Sänger Ryan Thomas und dem Schlagzeuger Jay Dougrey. Nach einer Umbenennung zu Sommerset (nach dem Film Sieben, in dem der von Morgan Freeman gespielte Polizist „Somerset“ heißt) nahm die Band im Dezember 1995 die erste selbstbetitelte EP auf, die eine Auflage von 500 Exemplaren hatte und Anfang 1996 erschien. Kurz darauf kam Christian Humphreys als zweiter Gitarrist zur Besetzung. Für den Rest des Jahres folgten Auftritte, darunter auch ihr erstes Konzert in Australien zusammen mit der Melbourner Band Mid Youth Crisis. Hierzu wurde eine Split-Veröffentlichung mit beiden Bands herausgebracht, die eine Auflage von 1000 Stück hatte. Innerhalb von vier Tagen wurde Ende 1997 das Debütalbum More Songs mit dem Produzenten Andrew Buckton aufgenommen. Das Album erschien Anfang 1998 und wurde später bei dem deutschen Label Get up and Go wiederveröffentlicht. Die Wiederveröffentlichung enthält drei Bonuslieder, die von der ersten EP stammen. 1999 hielt die Gruppe ihre bereits dritte Tournee durch Australien ab. Parallel dazu erschien erneut eine Split-Veröffentlichung, dieses Mal zusammen mit der Melbourner Band 28 Days bei Kafuey Records in Neuseeland und in Australien bei Trial and Error Records. Ende 2000 wurde Christian Humphreys durch Jeremy Toy ersetzt. Im Sommer 2001 nahm die Band ihr zweites Album, erneut mit Buckton als Produzenten, auf. Fast Cars, Slow Guitars erschien im selben Jahr in Neuseeland, Australien, Singapur, Kanada, Europa, den USA und Großbritannien. Aus dem Album wurde die Single Streets Don't Close ausgekoppelt. Im Dezember verließ Jeremy Toy die Besetzung und wurde durch Milon Williams ersetzt, welcher zusätzlich auch eine Gesangsposition einnahm. Im Januar 2002 spielte die Gruppe auf dem Big Day Out vor etwa 2000 Leuten, was gleichzeitig das Live-Debüt für Williams sein sollte. Im April begann Sommerset mit einer Tournee durch Europa, Kanada und die USA mit insgesamt 45 Auftritten, davon 36 Konzerte in Europa innerhalb von 39 Tagen. An der Tour nahmen ebenfalls Down by Law, Kill Your Idols und Ensign teil. In den USA spielte die Band auch im CBGB. Nach ihrer Rückkehr nach Neuseeland erhielt sie den Squeeze Music TV Award in der Kategorie „Best Live Act“. Zudem erhielt die Band 10.000 Dollar von Satellite Media, wovon das Musikvideo zu Clutter finanziert wurde, das im September 2002 erschien. Im Dezember desselben Jahres erschien die Kompilation More Songs from Last Century, die aus sämtlichen Veröffentlichungen die vor Fast Cars, Slow Guitars erschienen waren, besteht. Danach ging es auf Tour durch Australien und Singapur. In letzterem Land spielte die Gruppe auf dem Baybeats International Festival zusammen mit der US-amerikanischen Band Brandtson und der japanischen Gruppe Buddhistson. In Australien spielte Sommerset zusammen mit Irrelevant aus Sydney und The Nation Blue. Im Juni und Juli 2003 folgte eine weitere Europatournee, mit Auftritten in Deutschland, Italien, Tschechien, Dänemark, Frankreich, der Schweiz und England. Unter anderem wurde dabei auch ein Auftritt zusammen mit dem Wu-Tang Clan in Mailand abgehalten und es fanden auch Auftritte mit den Donots statt. Zudem wurde eine siebte Tour durch Australien abgehalten, dieses Mal zusammen mit der US-Band Strung Out. Danach begab sich die Band zurück nach Neuseeland, um dort eine weitere Tour abzuhalten. Ende 2003 folgten die Arbeiten zum nächsten Album, das Mitte 2004 unter dem Namen Say What You Want erschien. Das Schlagzeug war hierfür im York Street Studio in Auckland aufgenommen worden, die weiteren Instrumente und der Gesang im Studio 203, das dem Produzenten Andrew Buckland gehörte. Die Aufnahmen hatten von Februar bis Ende Mai stattgefunden, waren von Buckland abgemischt worden und in Sydney im Studio 301 von Don Bartley gemastert worden. Aus dem Album wurden die Lieder Faded und Inside als Single ausgekoppelt. Für den Videoclip zu letzterem Lied waren die Kamera- und Beleuchtungscrew von Herr der Ringe gebucht worden. Während der Album-Aufnahmen hatte der Schlagzeuger Jay Dougrey die Besetzung verlassen. Mit Stu Young als neuen Schlagzeuger ging es mit den Australiern von Gyroscope auf eine dreiwöchige Neuseelandtour. Danach schloss sich eine elfwöchige Tour durch Europa und Australien an, die die längste in der Geschichte der Band sein sollte. In Europa spielte die Band auf diversen Festivals zusammen mit The Offspring, Velvet Revolver und The Bronx. Nach ihrer Rückkehr im November in Neuseeland verkündete Williams sein Ausscheiden aus der Besetzung, blieb jedoch für weitere Auftritte bis Februar 2005 in der Band. Danach kamen Ben Crawford für Auftritte in Neuseeland und Beltsy Pritchard für Konzerte in Australien als Ersatz hinzu. Im Mai 2005 verkündete die Gruppe ihre Auflösung, die nach Auftritten im Juni und Juli in Sydney, Melbourne, Wellington und Auckland vollzogen wurde. In ihrer Karriere konnte die Gruppe unter anderem zusammen mit Bands wie Sick of It All, Frenzal Rhomb, The Living End, Less Than Jake, Guttermouth, No Fun at All, No Means No, Millencolin, Strung Out, Grade, Sum 41, Unwritten Law und Goldfinger spielen.

## Stil
Lunk von punknews.org gab in seiner Rezension zu More Songs From Last Century an, dass die Band Melodic Hardcore mit Anleihen aus dem Pop-Punk spielt. Zum Lied Sometimes I Wonder schrieb er, dass dies zwar als Skatepunk bezeichnet wird, für ihn gleiche es jedoch mehr australischer Popmusik. Im Lied The Three R's seien Parallelen zur Band One Dollar Short hörbar. Undisclosed sei etwas chaotisch, ehe Sleepless folge, das extravagant aber langweilig sei. Chris' Song sei instrumental und originell und erinnere an das NOFX-Lied The Death of John Smith. Self Made schließe sich als gefühlvolles, aber unoriginelles Pop-Punk-Lied an, das sowohl aus schnellen und wütenden Passagen als auch aus langsamen, gemäßigten bestehe. In den weiteren Liedern, die von More Songs stammen, bemerkte er keine weiteren auffälligen Merkmale, sondern beschrieb sie vielmehr meist als belanglos und vorhersehbar. Im Lied MCMXCVII, das ebenfalls auf der Kompilation enthalten ist und ursprünglich auf der Split-Veröffentlichung mit 28 Days enthalten war, erinnert die Gruppe ebenfalls an One Dollar Short, was er jedoch negativ werte. Das zweite Lied Doubt sei viel besser, wobei er vor allem den Liedtext lobte. Die Lieder Looking into Nothing und Jay's Song (Victimise) von der Split-Veröffentlichung mit Mid Youth Crisis seien die besten des Albums. Die Songs seien aggressiver und solider Hardcore Punk und würden zeigen, wo Sommerset hätten sein können, wenn sie nicht einen so kommerziellen Weg eingeschlagen hätte. Die Texte seien leidenschaftlich.  Die Songs von der selbstbetitelten EP seien sehr abwechslungsreich und originell. Sie seien jedoch nicht so Hardcore-Punk-lastig wie die beiden vorherigen Lieder.
Im Interview mit Joachim Hiller vom Ox-Fanzine gab Jay Dougrey an, dass er am stärksten durch die Descendents beeinflusst wurde. Ryan Thomas nannte Hüsker Dü als großen Einfluss. Thomas sei durch Skid Row und Mötley Crüe dazu bewogen worden, mit dem Gitarrespielen zu beginnen. Später habe er sich für Nirvana interessiert. Dougrey sei in seinen Kindesjahre durch die Platten seines Babysitters beeinflusst worden sowie durch MTV, wo er auf Oingo Boingo und U2 gestoßen sei. Später sei er nach Australien gezogen und stärker mit der Punkszene in Berührung gekommen. Als Beispiele nannte er Veröffentlichungen auf Au-Go-Go Records von Hard-Ons und The Meanies. nach dem Umzug nach Neuseeland, sei er dann mit US-Punk in Berührung gekommen. Dugrey merkte zudem an, dass es in Neuseeland kein MTV gibt und es überhaupt nur über Kabel einen Musiksender gebe. Ein Jahr zuvor hatte Hiller das Album More Songs rezensiert. Das Label Get Up And Go! nenne die Musik Emopunk. Die Musik sei jedoch kein weinerliches Geeier, „sondern kickender Punk mit ergreifenden Melodien“, „wütender, lauter Rock“ mit „leisere[n], nachdenkliche[n] Parts“. Zudem sei die Musik mit der von Samiam vergleichbar. Auch rezensierte Hiller More Songs From Last Century und kam zu einem ähnlichen Urteil wie zuvor und bezeichnete den Output als melodischen Oldschool-Punk. Hillers Kollege Thomas Eberhardt stellte in seiner Rezension zu Say What You Want fest, der Gesang von Thomas sei „rau und die sanfte Melancholie der Songs setzt sich langsam aber sicher im Unterbewusstsein fest“. Die Musik sei für Fans von Hot Water Music zu empfehlen.
Steven Gläser beschrieb im unclesally*s die Musik als mit hohem Melodiegehalt ausgestatteten, energiegeladenen und druckvollen Punkrock. Er vermeinte Einflüsse von Millencolin, Face to Face, Lifetime und No Use for a Name herauszuhören. Zu den Themen der Texte äußerte sich Ryan Thomas kryptisch: „Es geht um Kultur und dessen Verlust und Entfremdung, und den Zustand der Menschen darin. Pop-Kultur, Musik-Kultur. Wahrscheinlich nehmen wir das auf unserer kleinen, exotischen Insel direkter wahr als anderswo…“

## Diskografie
- 1996: Sommerset (EP, Eigenveröffentlichung)
- 1996: Mid Youth Crisis / Sommerset (Split mit Mid Youth Crisis, Lifetime Record)
- 1998: More Songs (Album, Kafuey Records)
- 1999: Sommerset / 28 Days (Split mit 28 Days, Kafuey Records (Neuseeland) / Trial an Error Records, Australien)
- 2001: Fast Cars, Slow Guitars (Album, Trial and Error Records)
- 2002: Special Limited Edition Tour 7" (EP, Swell Records)
- 2002: More Songs From Last Century (Kompilation, Rockstar Records)
- 2004: Say What You Want (Album, Casadeldisco Records)